# Wiktor Czarliński
Wiktor Czarliński (ur. 27 czerwca 1849 w Chwarznie, zm. 1 listopada 1910 w Dreźnie) - inżynier, który wniósł poważny wkład w rozwój prac nawadniających w Australii. Przez pewien czas był wiceprzewodniczącym Komisji Konserwacji Wód w Sydney. 

## Życiorys
Na świat przyszedł w wielodzietnej rodzinie w dworku Felicjana Czarlińskiego w Chwarznie. Matką była Emilia z Rokickich h. Lubicz. Jego bracia walczyli w powstaniu styczniowym. Czarliński uczył się gimnazjum w Chełmnie. Maturę zdał w Szwajcarii. W 1872 roku ukończył studia w Gandawie, uzyskując dyplom inżyniera. Wyjechał najpierw do Wiednia, a następnie w 1878 do Warszawy. Wydawał tam w latach 1878-1881 czasopismo "Inżynieria i budownictwo". W 1883 lat udał się w podróż do Australii. Zamieszkał w Sydney.
Przebywał w Australii w latach 1883-87 i 1889-96. Odbywał liczne podróże w głąb Nowej Południowej Walii i Queenslandu. Opublikował sprawozdania po angielsku: Report on the District between the Lachlan, Bogan and Darling Rivers (Sydney ok. 1887) oraz Progress Report on Artesian Wells in the Bulloo and Darling Rivers Basin (tamże, 1894).
W 1896 przeprowadził się do Drezna, gdzie zmarł 1 listopada 1910. Dwukrotnie był żonaty. Pierwsza małżonka Czarlińskiego, Adrianna, była Belgijką. Po jej śmierci zawarł ślub z Marią Idą Muller. Z drugiego małżeństwa urodził się Olgierd Czarliński (1907-1994) prawnik i tłumacz, specjalista językowy w Oxford University Press.